# Otto Plattner

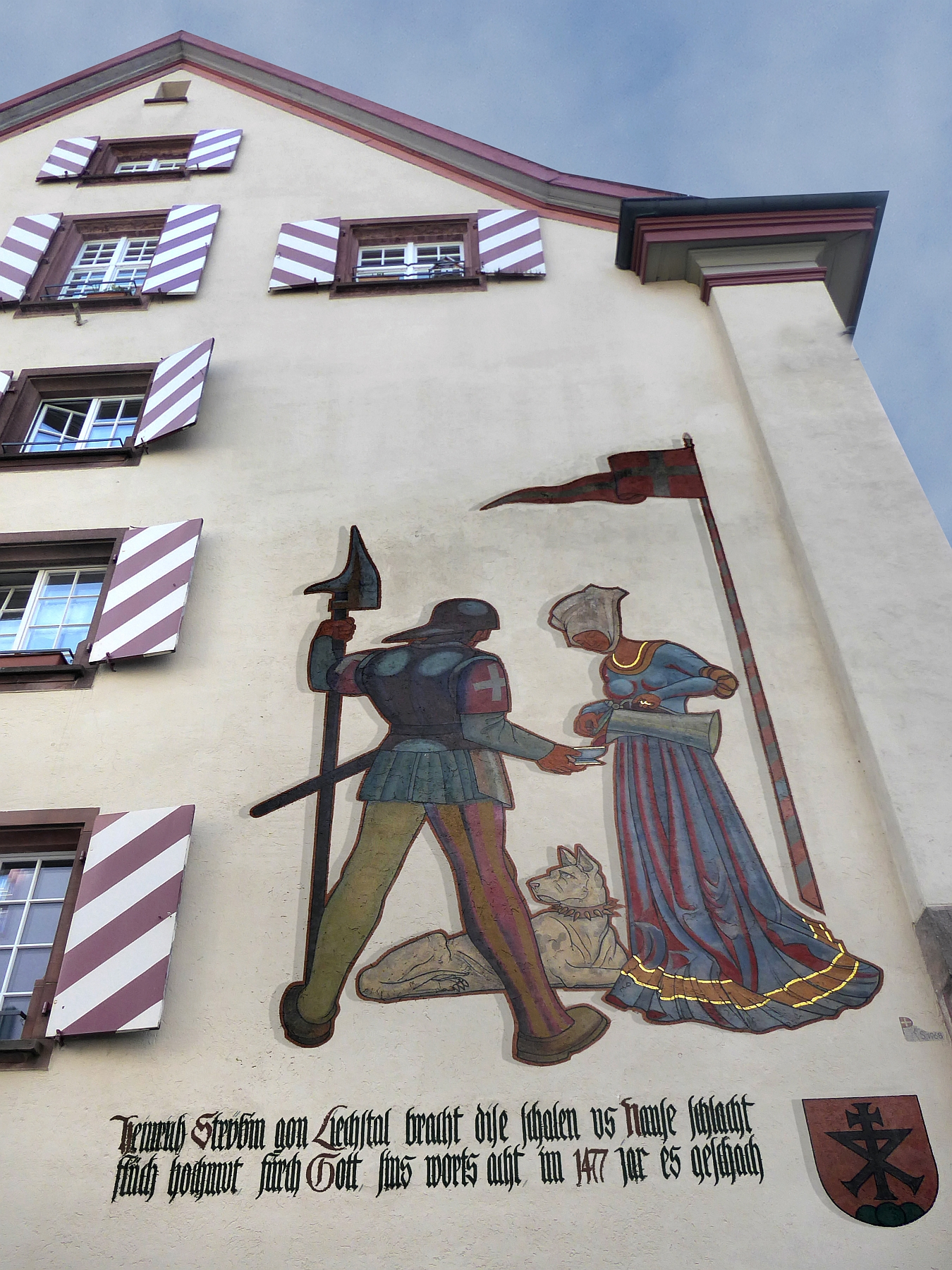
Fassadenmalerei von Otto Plattner am «Güldihaus», Stammhaus von Heinrich Strübin in Liestal

Otto Plattner (* 29. Juni 1886 in Liestal; † 20. Oktober 1951 in Stein am Rhein) war ein Schweizer Maler, Graphiker und Heraldiker.

## Biografie
Otto Plattner kam am 29. Juni 1886 in Liestal (Kanton Basel-Landschaft) als Sohn des Kaufmanns Wilhelm Plattner und der Marie Plattner geb. Strübin zur Welt. Er absolvierte Kurse an der Allgemeinen Gewerbeschule in Basel und wurde von Fritz Schider gefördert. Anschliessend machte er eine Lehre als Dekorationsmaler an der École des Beaux-Arts in Genf. 1910 war Plattner in Paris bei Hermenegildo Anglada Camarasa und in München bei Moritz Heymann.
1912 gründete Plattner an der Eichenstrasse in Basel sein eigenes Atelier. Im gleichen Jahr heiratete er Frida Lüdin aus Liestal, die Tochter des Buchhändlers Friedrich August Lüdin.
Neben seinen freien Arbeiten und den Wandgemälden waren es besonders die Graphik und die Glasmalerei, sowie gelegentliche Schnitzelbänkke, die ihn beschäftigten. Für die Basler Fasnacht wurde er bald zum gesuchten Laternenmaler.
Studienreisen führten ihn 1922 nach Italien bis Sizilien, 1926 nach Tunis, 1933 nach Italien und Köln, 1935 nach Oberbayern und eine weitere Reise nach Ungarn. Mitte der 30er-Jahre nahm er Wohnsitz in Liestal.

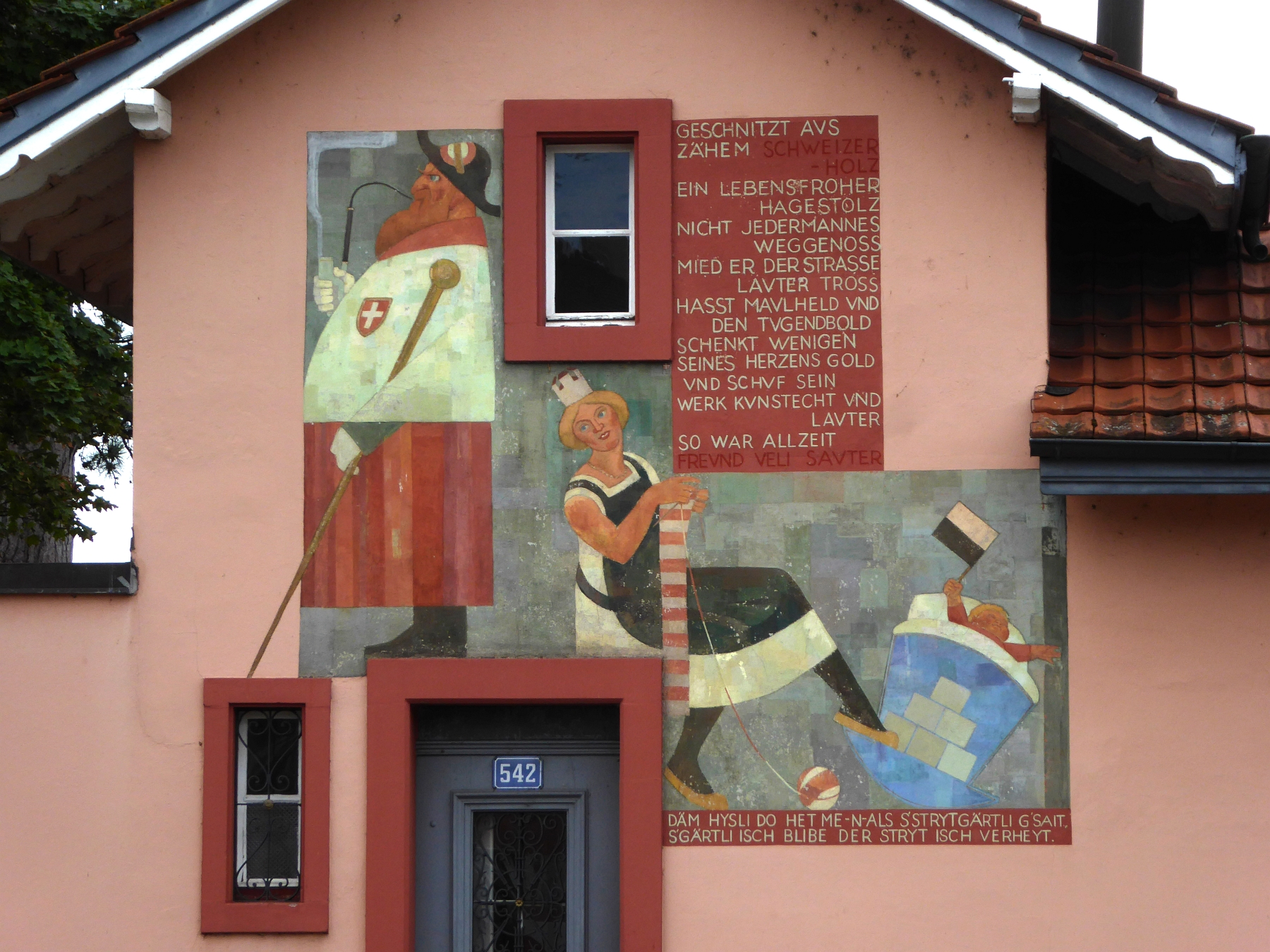
Zollhaus "Zum Strytgärtli" am Hörnli.

Hans Waeffler, ein Freund von Otto Plattner, erwarb 1931 die am Rheinufer liegende kleine Liegenschaft an der Grenzacherstrasse 542 mit dem Namen "Zum Strytgärtli". Er beauftragte Plattner 1932 mit der Bemalung der Liegenschaft. Dieser schuf ein Wandbild begleitet von einem Spruch, die zum nahen Zoll nach Grenzach-Wyhlen passte. Abgebildet ist der gemeinsame Freund und Goldschmied Ulrich Sauter (1854–1933) im Amtskleid des Bundesweibels als Gemälde die Grenze zu Deutschland im Auge hat. Für die strickende und wiegende Basilea kam als Modell die Tochter von Hans Waeffler zum Zuge.
"Geschnitzt aus zähem Schweizer Holz / ein lebensfroher Hagestolz / nicht jedermannes Weggenoss / mied er der Strasse lauter Tross / hasst Maulheld und den Tugendbold / schenkt wenigen seines Herzens Gold / und schuf sein Werk kunstecht und lauter / so war allzeit - Freund Ueli Sauter"
Sowie "Däm Hysli do / het me-n-als Sstrytgärtli gsait / sGärtli isch blibe / der Stryt isch verheyt".

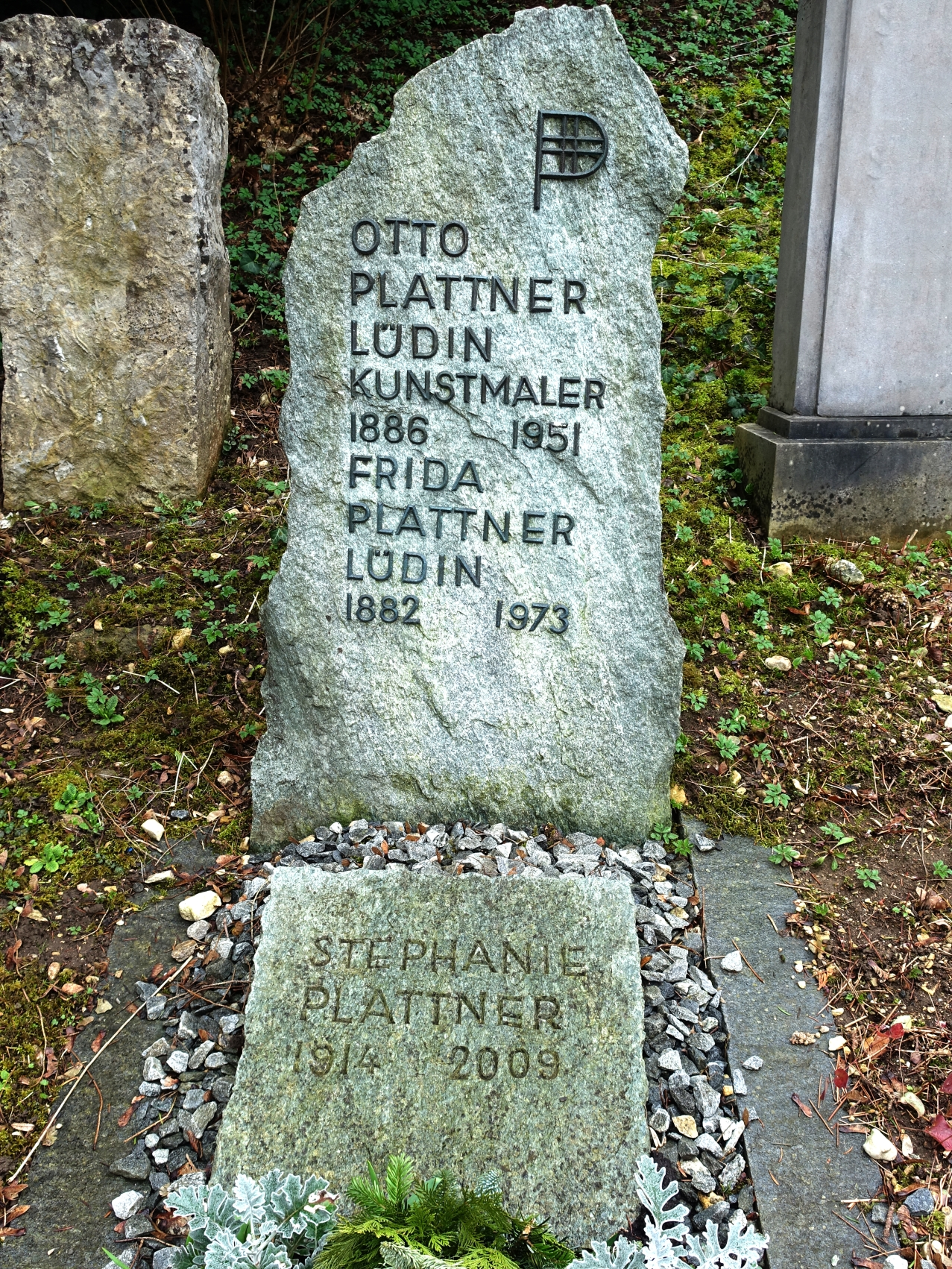
Grabstein auf dem Friedhof Liestal

Jährlich beschenkte Plattner seine Freunde und Geschäftspartner zum Jahreswechsel mit Neujahrskarten. Im Zweiten Weltkrieg und in der unmittelbaren Nachkriegszeit propagierten sie Durchhaltewillen und Zuversicht, aber auch Wehrhaftigkeit und eidgenössischen Patriotismus, den er auch mit seiner Signatur (Nachnamenskürzel und Schweizer Fahne) dokumentierte.
Am 20. Oktober 1951 verstarb Otto Plattner in Stein am Rhein, er wurde auf dem Friedhof von Liestal beigesetzt. Die Trauerrede am 23. Oktober 1951 hielt Karl Aegerter. Der Nachlass wird, dank einer Schenkung der Tochter des Künstlers, Stefy Plattner, zum überwiegenden Teil im Dichter- und Stadtmuseum Liestal aufbewahrt.

## Werk
1911 restaurierte er zusammen mit Burkhard Mangold die Fassadenmalereien von Wilhelm Balmer am Basler Rathaus. Plattner und Mangold verewigten sich als die zwei hinter Gitterstäben zu sehenden Gesichter.
Im Auftrag des Kunstkredits Basel-Stadt schuf Plattner von 1923 bis 1925 zwei Fresken für den Haupteingang des Basler Zeughauses.
Die Motive für seine Bilder entnahm Plattner vor allem der Lokalgeschichte. In Basel entstanden Malereien für die Fassaden des Haus zum grossen Konstanz im Pfluggässlein (1924/1925), für das Haus von Emanuel Weiss an der Falkenstrasse 33 (1929), am Haus der Tuch A.G. am Barfüsserplatz, am Haus zum Strytgärtli  mit dessen damaligem Besitzer Hans Waeffler er befreundet war (1932), am Restaurant Drei Rosen (1934) und in der Kegelbahn der Holbein-Stube an der Dufourstrasse.
In Liestal schuf Plattner historisierenden Wandmalereien am Oberen Tor (1912/1913 und 1949/1950). Die farbigen Entwurfskartons für das viereinhalb Meter Breite und acht Meter hohe in Temperatechnik auf Kalkgrund gemalte Wandgemälde Auszug nach St. Jakob an der Birs im Lichthof des Rathauses (1939/1940) im Massstab 1:5 gingen später in den Besitz von Jakob Probst über, der auch eine Totenmaske von Plattner angefertigt hatte und von Plattner ermuntert worden war, nach Paris zu gehen. Die dominierende Reiterfigur auf dem Wandbild zeigt Henman Sevogel.
An der Stirnwand des Liestaler Landratssaal schuf er mit Emilio Müller ein dreiteiliges Wandbild, das die Landwirtschaft, die Industrie und das Gewerbe versinnbildlicht. Für die Banntagsstube im Restaurant «Neuhaus» malte er ein Fries in Ölmalerei und in der Botenstube des Hotels «Engel» ein Wandbild mit dem Botenwagen, sowie die 1946 vollendete Fassadenmalerei am Güldlihaus. Im Eingang zur Redaktion der Basellandschaftlichen Zeitung schuf Plattner ebenso ein Wandbild.

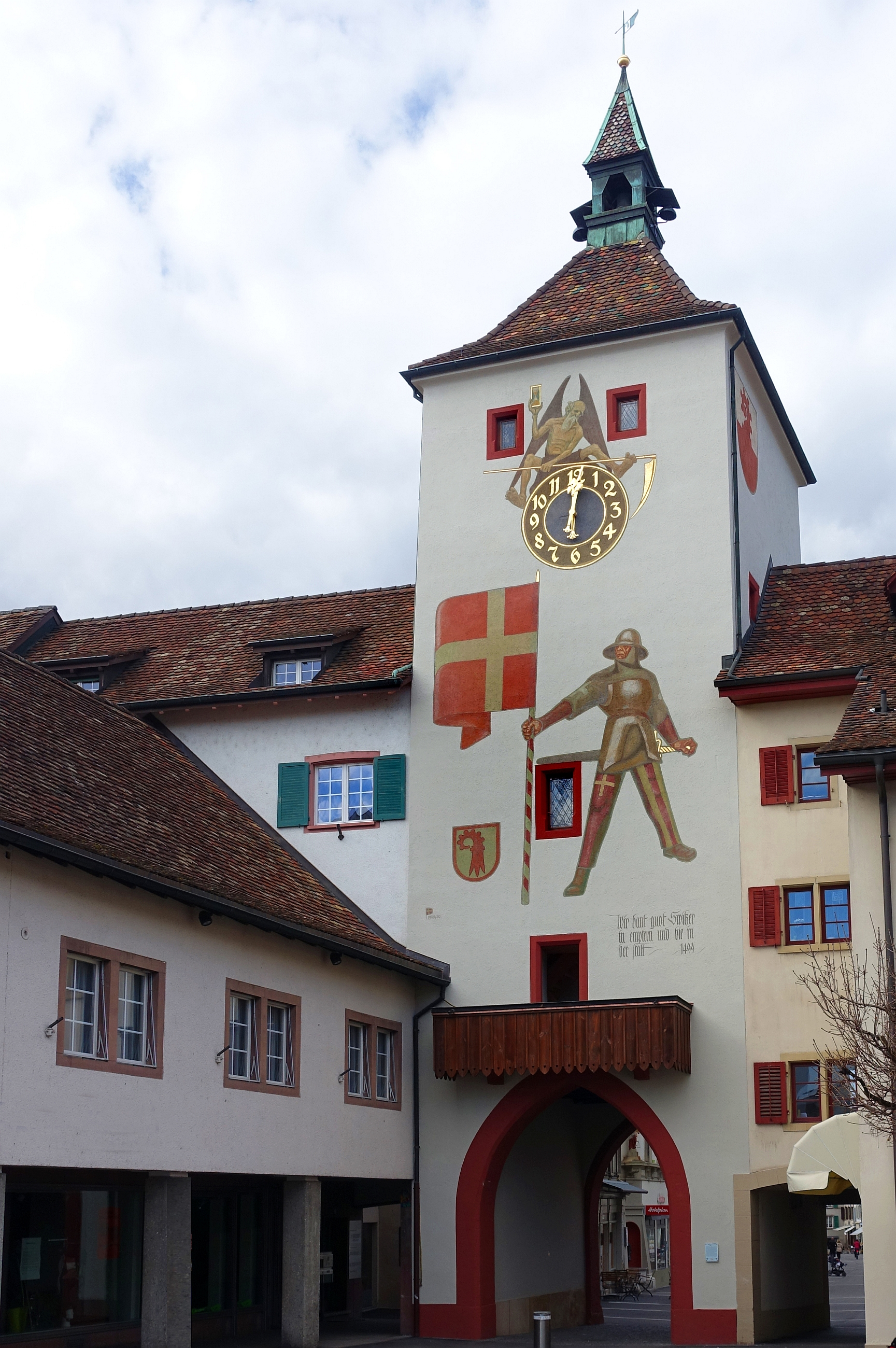
Oberes Stadttor in Liestal

In Waldenburg und Laufen schuf Plattner für die Gemeindegebäude ein Wandbild und für das Laufener Baslertor die Fassadenmalerei (1949).
Für die Burg Reichenstein bei Arlesheim gestaltete er das Deckenfries im Turmzimmer mit der Darstellung eines ritterlichen Heerzugs. In Stein am Rhein hatte Plattner 1925 für die Fassade des Gasthofes von Bernhard Windler ein Fassadenfresko geschaffen.
Auf der Staffelei malte er Porträts, Genrebilder sowie Landschaften vor allem aus dem Jura. Auch Glasmalereien gehören zu Plattners Œuvre. Populär wurde er jedoch durch Buchillustrationen und Zeichnungen sowie durch seine Gebrauchsgrafik. Politische Propaganda- und Werbeplakate, Prospekte und Festkarten, aber auch Wappenschilder (beispielsweise für die Basler Safranzunft) und Urkunden (wie der Aufnahme-Brief der Drei Ehrengesellschaften Kleinbasels) gehen auf Plattners Entwürfe zurück.
Plattner schuf zahlreiche Fahnen und Flaggen wie auch viele Karikaturen und Illustrationen. Seine Zeichenkunst stellte Otto Plattner in den Dienst der politischen Rechten und agitierte beispielsweise 1926 gegen Zulagen für Arbeitslose, gegen Kommunalen Wohnungsbau und gegen die Einführung einer Arbeitslosenversicherung. Im Auftrag der Gemeinde Liestal zeichnete er zur Einweihung des Schwimmbads 1934 ein Plakat, «das mit seiner kühnen Diagonal-Komposition zu einer Ikone schweizerischer Plakatkunst geworden ist».
1930 gründete er gemeinsam mit den Künstlern Walter Eglin, Jacques Düblin und Ernest Bolens den kantonalen Kunstkredit Baselland sowie 1944 die Basellandschaftliche Kunstvereinigung, heute Kunstverein Baselland.
Auf dem von Plattner 1947 geschaffenen Kantonswappen von Baselland ersetzte er die ursprünglich gotischen Verzierungen des Bischofsstabes (Krabben) durch Kugeln. Er gestaltete ausserdem Wappen und Fahnen für die Liestaler Banntagsrotten und für lokale Vereine, Bühnenbilder für Festzüge, Fasnachtslaternen, Geschirr, Medaillen, Ansichtskarten und Briefmarken und die Fassadenmalerei am Stammhaus von Heinrich Strübin. 1920 entstand ein Moderner Totentanz als Mappe mit vierzehn Blättern.

## Illustrierte Bücher (Auswahl)
- Karl Weber: Liestal, ein altes Schweizerstädtchen in Wort und Bild. Lüdin, Liestal 1914.
- Lithographie zu Emmanuel Stickelberger (Hrsg.): E Wienachtsmajeli vo dr Liechtete im Rhyfelderhof. o. O. (Basel) 1919.
- mit Theodor Barth: Emmanuel Stickelberger: Der Stein der Weisen. Eine Kaufmannsgeschichte aus dem alten Basel. Friedrich Reinhardt, Basel 1919.
- Niklaus Bolt: Der Feuerwehrmann und sein Kind. J. F. Steinkopf, Stuttgart 1927.
- Niklaus Bolt: Christophs Flucht. J. F. Steinkopf, Stuttgart 1930.
- Edi Strübin: Banntag Liestal. Die Geschichte. 60 Jahre Banntagserinnerungen. 4. Banntagsrotte, Liestal 1955.
- Helene Bossert: Blüemli am Wäg. Gedichte in Baselbieter Mundart. Selbstverlag, Sissach o. J. (ca. 1973).

## Literatur

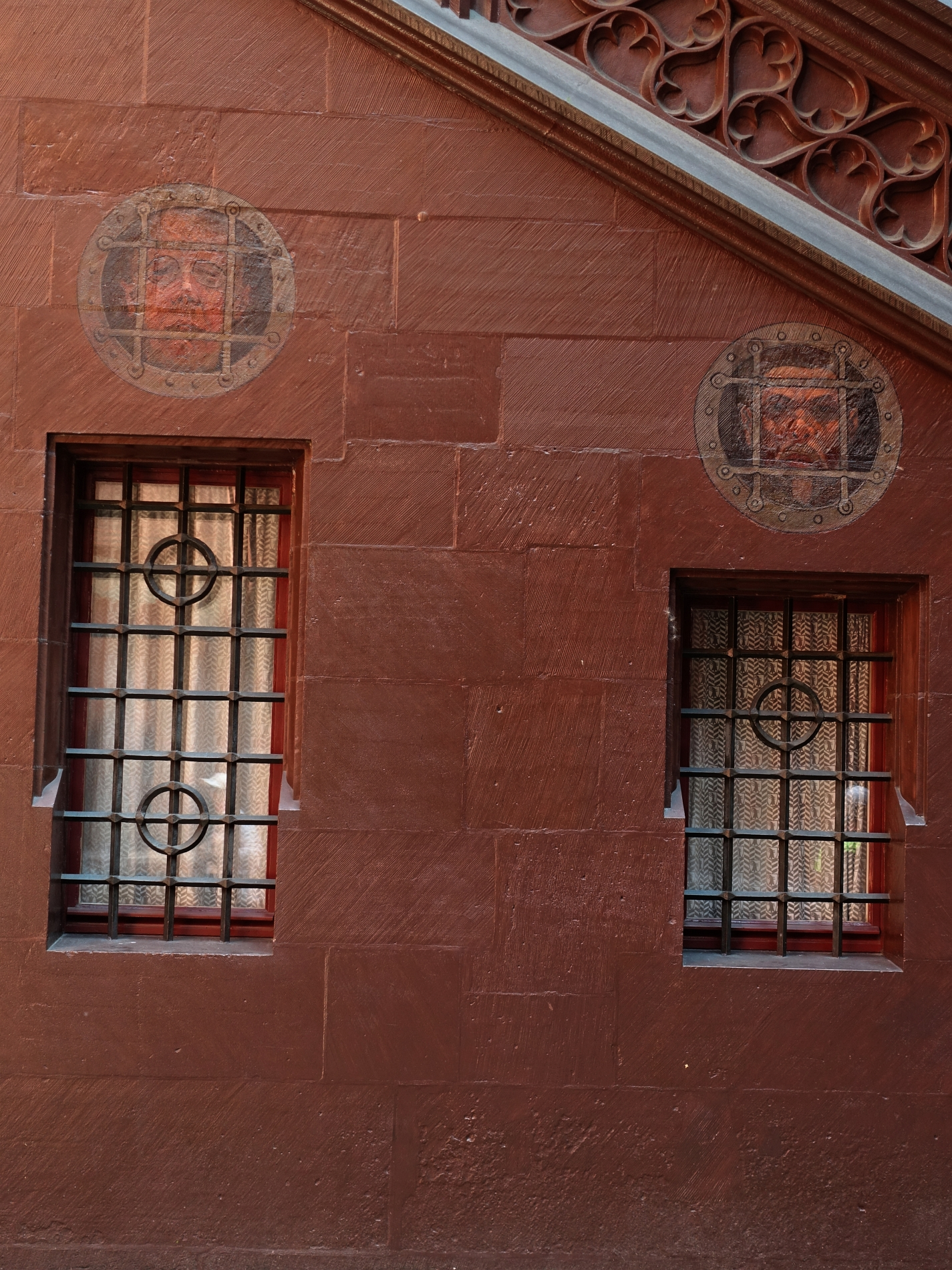
Porträt von Plattner und Burkhard Mangold im Innenhof des Rathauses Basel
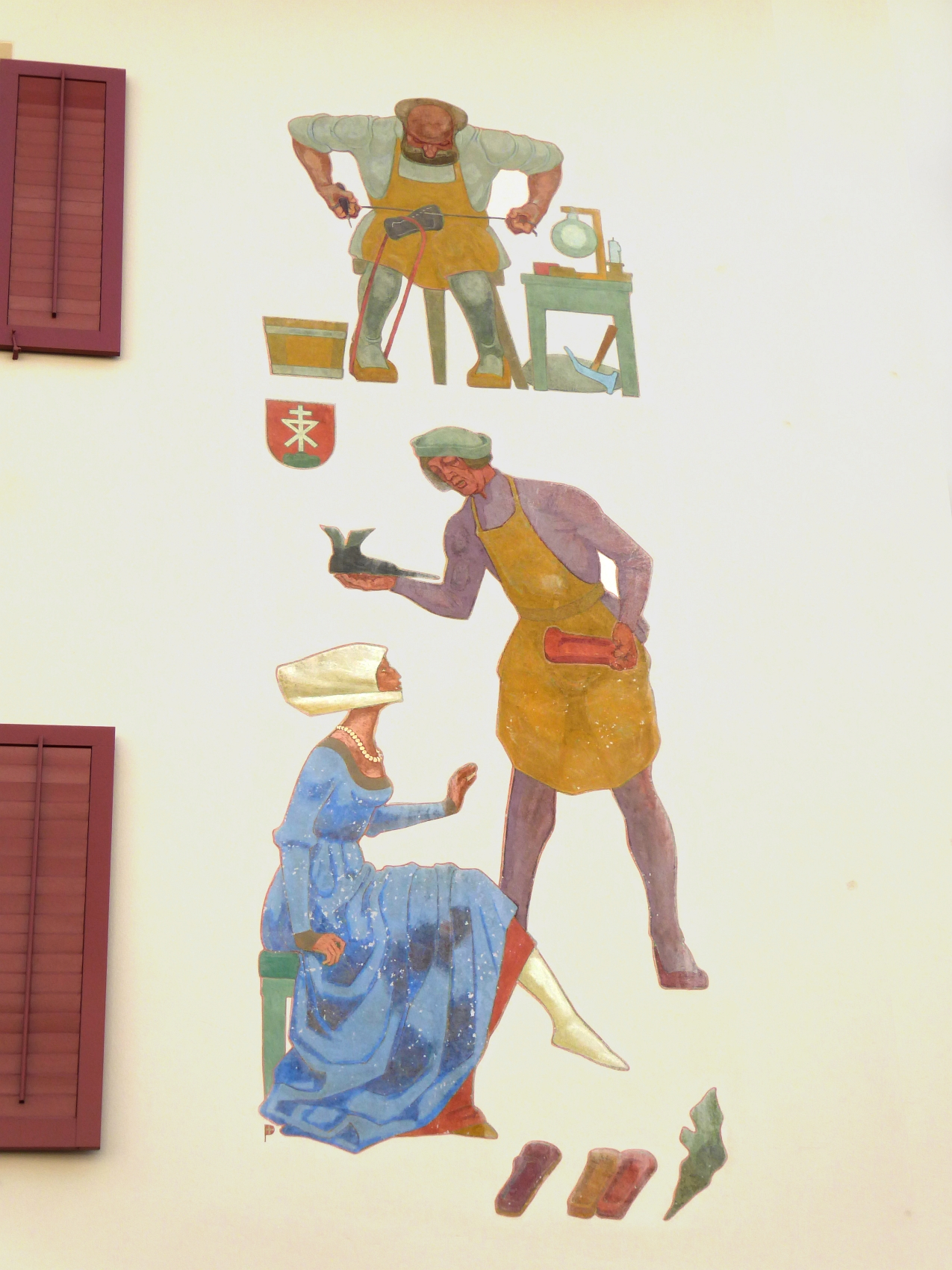
Wandbild für die Schuhmacherzunft, Liestal
Plakat für das Schwimmbad Liestal, 1934
Plakat gegen die Wiedervereinigung von BS und BL, 1936
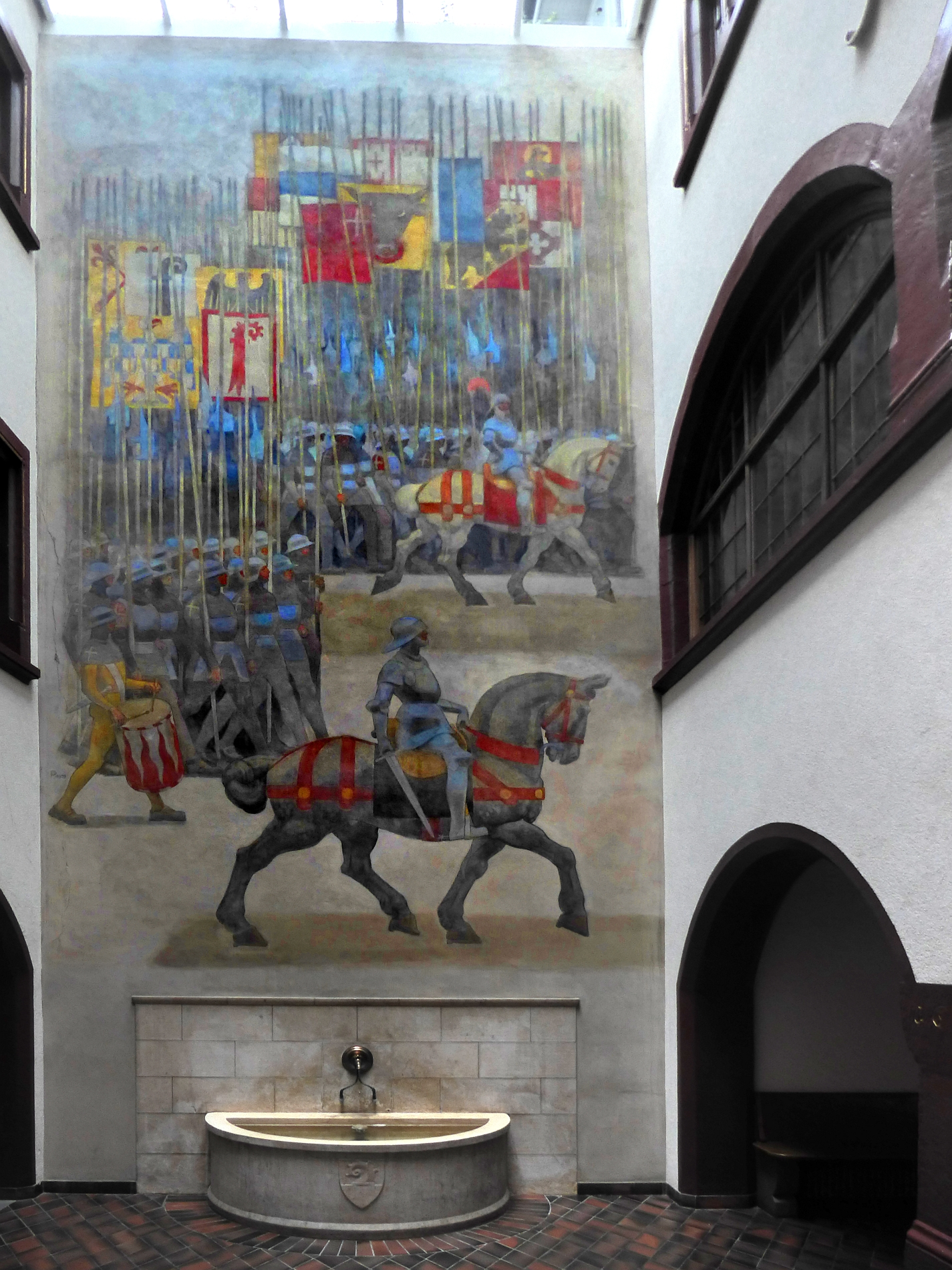
Wandbild 1939 Schlacht bei St. Jakob an der Birs
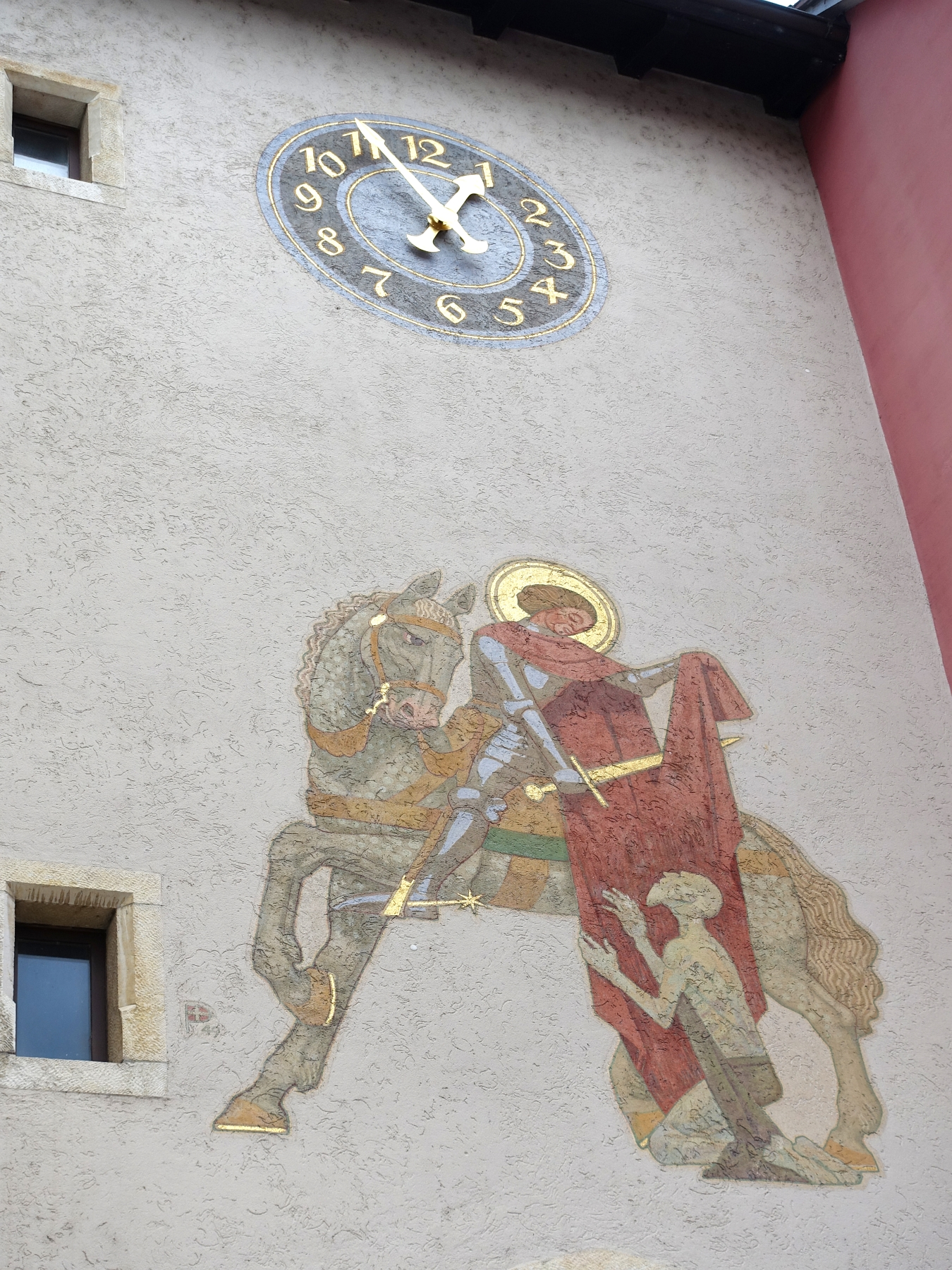
Wandbild 1949 in Laufen